# Île de San Pancrazio
L'Île de San Pancrazio est une île du lac Majeur, sur le territoire de Brissago dans le canton du Tessin. Elle est une des îles qui constituent l'archipel des îles de Brissago, l'autre étant l'île de Sant'Apollinare.